# إمدادات المياه والصرف الصحي في زامبيا
تتسم إمدادات المياه والصرف الصحي في زامبيا بإنجازات وتحديات. من بين الإنجازات التي تحققت: إنشاء مرافق تجارية إقليمية للمناطق الحضرية لاستبدال الخدمات المجزأة التي تقدمها الحكومات المحلية، وتأسيس وكالة منظمة طورت فعليًا من توافر المعلومات بخصوص تقديم الخدمة في المناطق الحضرية، والتأسيس لانتقال الصندوق الاستئماني لتركيز الدعم المقدم على المناطق شبه الحضرية الفقيرة، وزيادة الحصول على إمدادات المياه في المناطق الريفية.
من بين التحديات: المعدلُ المنخفض لاسترداد التكاليف رغم زيادة الرسوم في المناطق الحضرية، والسعة المحدودة في القطاع، والتطور غير الكافي في زيادة الحصول على الصرف الصحي، والمستوى العالي من المياه غير الهادفة للربح (44% اعتبارًا من عام 2010) في المناطق الحضرية، والمعدل المرتفع لأنظمة المياه الريفية العاطلة، ومستويات الاستثمار غير الكافية رغم المساعدة الخارجية الكبيرة.

## الوصول

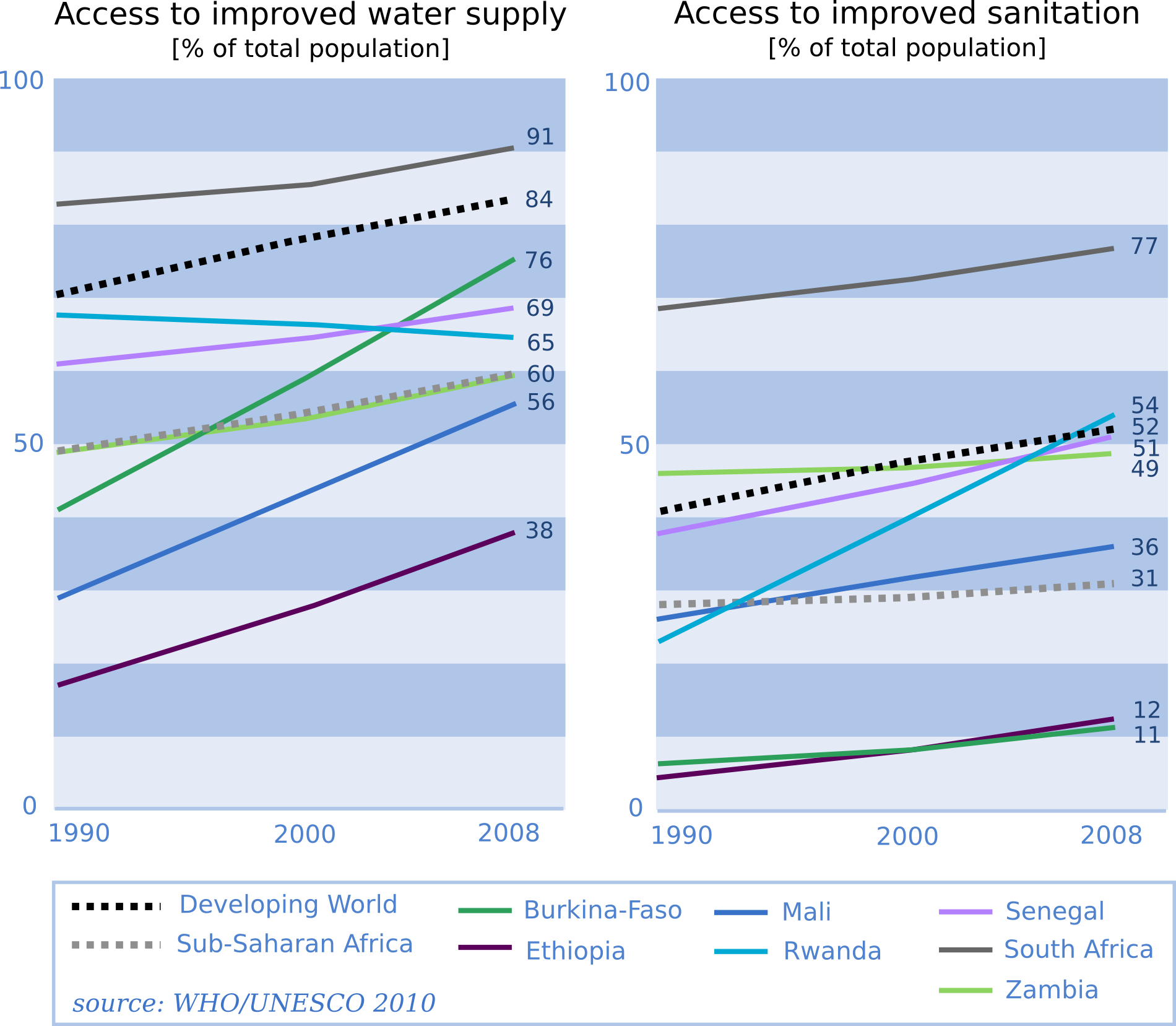
تطور منظومة شرب والصرف الصحي في رسم بياني

في عام 2015، تمكن 61% من إجمالي السكان من الحصول على «مياه أساسية على الأقل»، أو 86% من سكان الحضر و44% من سكان الريف. ولكن، لا يزال قرابة 6 ملايين شخص في زامبيا يفتقرون إلى الحصول على «مياه أساسية على الأقل». بالنسبة إلى الصرف الصحي، كان 31% من إجمالي السكان في عام 2015  يحصلون على خدمات «صرف صحي أساسي على الأقل». كان 49% من سكان الحضر يحصلون على خدمات الصرف الصحي الأساسي و19% من سكان الريف. لا يزال قرابة 11 مليون شخص يفتقرون إلى خدمات الصرف الصحي الأساسية على الأقل. بالإضافة إلى ذلك، يتغوط 15% من سكان زامبيا في العراء.
في السنوات الماضية (2010)، كانت الإحصائيات على النحو الآتي: حصل 61% من سكان زامبيا على مصدر مُحسّن من إمدادات المياه وحصل 48% على الصرف الصحي المناسب، وفقًا لبيانات الأمم المتحدة المحسوبة على أساس الاستطلاعات المحلية، والتي شملت برنامج المسوحات الديمغرافية والصحية الأحدث لعام 2007. بخصوص إمدادات المياه، هناك تناقض شديد بين المناطق الحضرية (87% يحصلون عليها وفقًا للأمم المتحدة، و78% يحصلون عليها وفقًا للمنظمين في 2010) والمناطق الريفية (46% يحصلون عليها وفقًا للأمم المتحدة).
بالنسبة إلى الصرف الصحي، كانت معدلات الحصول عليه في 2010 أعلى بدرجة طفيفة في المناطق الحضرية (57% وفقًا للاستطلاعات المحلية، و54% وفقًا للمنظمين في 2010) والمناطق الريفية (43% وفقًا للأمم المتحدة). في المناطق الحضرية، يحصل 41% على توصيلات المياه في منازلهم أو حظائرهم ويعتمد 49% على أكشاك المياه والصنابير. بدأت نسبة أولئك الذين يمتلكون توصيلات للمياه في منازلهم بالانخفاض بالفعل، بينما تزداد نسبة الذين يحصلون على الخدمة من أكشاك المياه. وفقًا لمدير المجلس القومي للمياه والصرف الصحي كيلفن تشيتمبو، حققت زامبيا الأهداف الإنمائية للألفية في ما يتعلق بمياه الشرب، ولكنها بقيت خارج المسار في ما يتعلق بالوصول إلى الهدف في الصرف الصحي.
تُدار أكشاك المياه، التي قُدمت في زامبيا لأول مرة في 2005، بواسطة أفراد يوقعون على اتفاقية مع مرافق المياه والبلديات. يشتري مديرو الأكشاك المياه الموزعة بالمواسير بالجملة ويبيعونها للمستخدمين الذي يحملون المياه إلى منازلهم بواسطة جراكن وبسعر أعلى قليلًا يُحدد رسميًا، ويقارب سنتًا أمريكيًا واحدًا لكل 20 لترًا. يعزز مديرو الأكشاك دخلهم عن طريق بيع أصناف أخرى تُستخدم في الحياة اليومية. في عام 2008، كان هناك أكثر من 170 كشك مياه في زامبيا توفر المياه لـ200,000 شخص. كان من المتوقع إضافة 100 كشك إضافي في عام 2009.
بخصوص الصرف الصحي، يتصل 29% من سكان الحضر بالمصارف، ويعتمد 30% على خزانات الصرف الصحي أو المراحيض المنزلية المحسنة. مع أن تلك الإحصائيات تُعتبر منخفضة، فهي تتخطى متوسط الحصول على خدمات الصرف الصحي في أفريقيا جنوب الصحراء.
يؤدي نقص الحصول على المياه والصرف الصحي إلى آثار اجتماعية سلبية شديدة، وخاصة على الفتيات والسيدات اللاتي يتحملن مسؤولية جمع المياه لقراهن ومنازلهن؛ يسرن أحيانًا مسافات طويلة للغاية لفعل بذلك، ثم يُمسين مُتعبات للغاية ليعدن إلى منازلهن ويركزن في التعليم.

## جودة الخدمة
جودة مياه الشرب. وفقًا للوكالة المنظمة، كانت 94% من العينات المأخوذة من المناطق الحضرية متوافقة مع معايير مياه الشرب في عام 2010. يؤثر التلوث الناتج عن المناجم على جودة إمدادات مياه الشرب المقدمة من شركات المياه والصرف الصحي في مولونغا ونكانا، حيث يتخطى تركيز المنغنيز في بعض الأحيان الحدود المسموحة.
الاستمرارية. تتقطّع إمدادات المياه في المناطق الحضرية، إذ بلغ متوسط إمداد المياه 16 ساعة يوميًا في عام 2010. قيس المعدل الأعلى للتقطع في المرفق الصغير في لوابولا بمعدل 6 ساعات يوميًا. كان المرفق الوحيد الذي يقدم إمدادًا مستمرًا في عام 2007 في تشيباتا، بينما كان المرفق الوحيد الذي قدم إمدادًا شبه مستمر في عام 2010 هو شركة المياه والصرف الصحي الشمالية الغربية.
معالجة مياه الصرف. لا تحقق محطات معالجة مياه الصرف معايير دفق المياه بانتظام. يتخطى عدد السكان قدرات المحطات مثل محطة مانشينشي في لوساكا ومحطة كانيني في ندولا. أصبحت برك العلاج، مثل تلك الموجودة في ميدان كاوندا في لوساكا وفي مدينة ليفينغستون، في حالة مؤسفة وتمثل خطرًا بيئيًا حقيقيًا.

## الموارد المائية

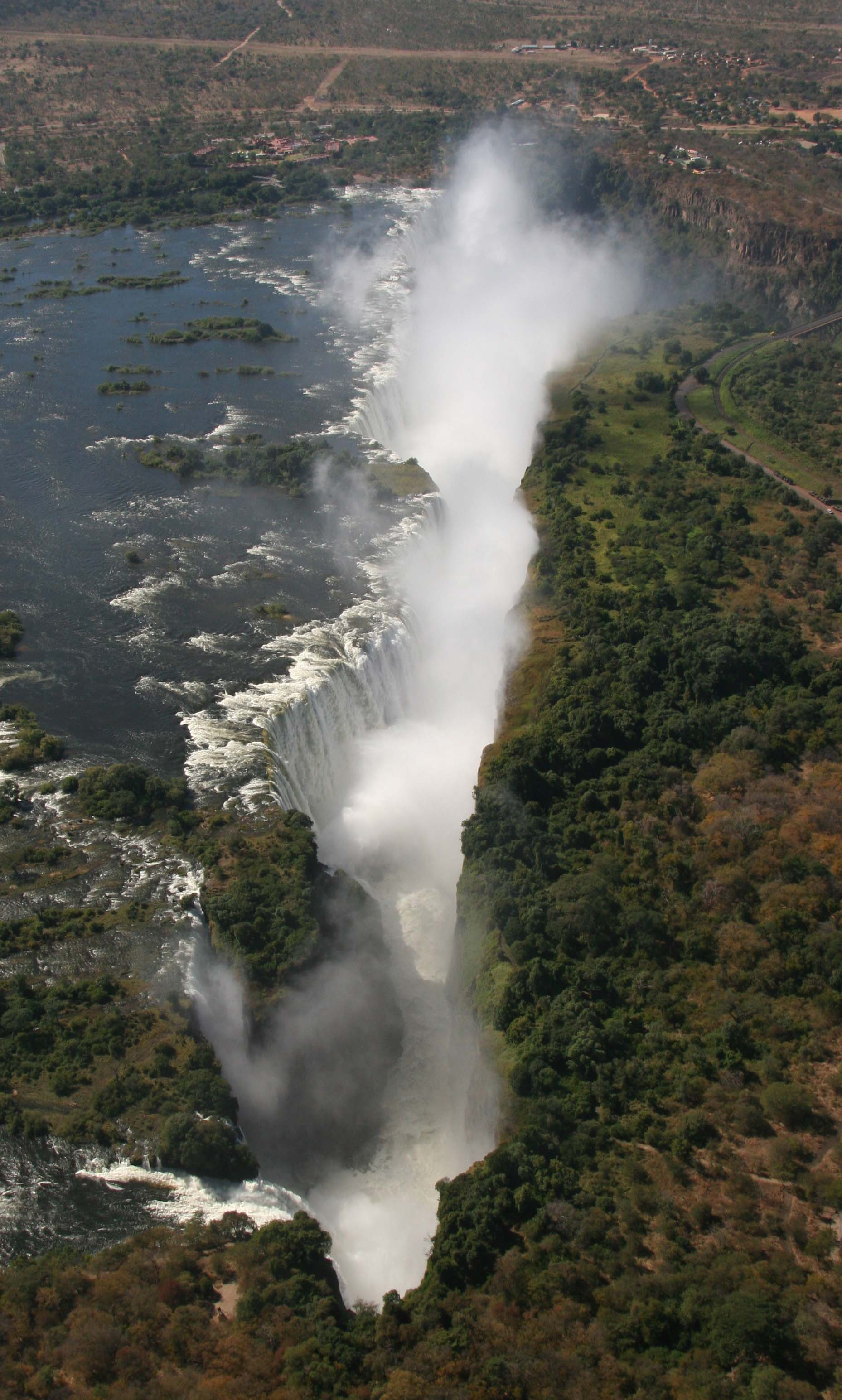
منظر لنهر زمبيزي عند شلالات فيكتوريا. لا يستطيع معظم الزامبيين تحقيق أي استفادة من الموارد الذي يقدمها النهر بسبب في إقامتهم في مناطق بعيدة عنه، ولذلك تنخفض مستويات المياه خلال المواسم الجافة.

على عكس الكثير من الدول الأخرى في المنطقة، تمتلك زامبيا موارد مائية أكثر من كافية، ولكن خلال الموسم الجاف قد تشح الموارد المائية، خاصة في الجزء الجنوبي من البلاد. تتراوح الأمطار السنوية بين 1400 ملليمتر في الشمال وتنخفض تدريجيًا إلى 700 ملليمتر في الجنوب. تُعد زامبيا غنية بالأنهار، مثل نهر الزمبيزي العابر للحدود وبحيرات تنجانيقا، ومويرو، وكاريبا. تُقدر نسبة الموارد المائية السنوية المتجددة المستخدمة في الوقت الحالي  بـ1.5% فقط. هناك اختلافات إقليمية ظاهرة عبر البلاد بالنسبة إلى المكان والوقت الذي تصبح فيهما المياه متاحة. إن توافر المياه الجوفية أيضًا غير موزع بالتساوي.

## مسؤولية إمدادات المياه والصرف الصحي
تُقسم المسؤوليات في القطاع بوضوح بين وزارة الإدارة المحلية والإسكان (السياسة)، والمجلس القومي لإمدادات المياه والصرف الصحي (التنظيم الاقتصادي)، والحكومة المحلية، بالإضافة إلى المرافق الاقتصادية المملوكة للحكومة المحلية (تقديم الخدمة في المناطق الحضرية).

### السياسة
تتولى وزارة الإدارة المحلية والإسكان مسؤولية سياسات القطاع. يتولى قسم الإسكان وتطوير البنية التحتية داخل الوزارة مسؤوليةَ تخطيط البنية التحتية وتعبئة الموارد لإمدادات المياه والصرف الصحي.
أنشأ قسم الإسكان وتطوير البنية التحتية وحدة ريفية مختصة لإمدادات المياه والصرف الصحي في عام 2003، وأُنشأ بعدها بقليل وحدة لإمدادات المياه والصرف الصحي للمناطق شبه الحضرية.
وفقًا للمبادئ السبعة للسياسة القومية للمياه لعام 1994 التي تحكم سياسة الدولة في المياه والصرف الصحي:
- فصل إدارة الموارد المائية عن إمدادات المياه والصرف الصحي
- فصل الوظائف التنظيمية والتنفيذية
- نقل السلطة إلى السلطات المحلية والشركات الخاصة
- تحقيق استرداد التكلفة الكاملة لخدمات إمدادات المياه والصرف الصحي على المدى الطويل
- تطوير الموارد البشرية للوصول إلى مؤسسات أكثر فاعلية
- استخدام التقنيات الأكثر تناسبًا مع الظروف المحلية
- زيادة الميزانية المصروفة على القطاع

بحلول عام 2008، دخلت المبادئ الثلاثة الأولى حيز التنفيذ. ولكن، كان استرداد التكلفة الكاملة بعيدًا عن التحقيق وبقي إنفاق الميزانية بعيدًا عن المطلوب لتحقيق الأهداف الإنمائية للألفية للقطاع.
في عام 2010، تمت مراجعة السياسة القومية للمياه بغرض وضع «التطورات الدولية الحالية» بعين الاعتبار، من أجل دمج المسائل الشاملة مثل النوع الاجتماعي (الجندر)، ونقص المناعة المكتسبة/الإيدز، والتغير المناخي، وتقديم المبادئ الحديثة في إدارة الموارد المائية.